# Михальцев, Евгений Владимирович
Евгений Владимирович Михальцев (1887—1960) — российский и советский учёный-инженер, доктор технических наук, профессор, заслуженный деятель науки и техники РСФСР, основатель методики расчёта себестоимости железных дорог.

## Биография

### Образование
Своё обучение Е. В. Михальцев начал в 12-й гимназии города Санкт-Петербурга, где получил среднее образование, окончив в 1905 году гимназию с золотой медалью. В том же году он поступил в Институт инженеров путей сообщения императора Александра I на специальность «Путь и строительство железных дорог». Обучение длилось 5 лет, и уже в 1910 году Михальцев получает своё первое высшее образование. Второе высшее образование он получал заочно на юридическом факультете Петроградского государственного университета, который окончил с дипломом первой степени в 1916 году.

### Работа на железной дороге
Практическая инженерная деятельность Е. В. Михальцева началась на постройке Северо-Донецкой железной дороги в 1910 году. Также он принимал участие в проектировании и строительстве следующих железнодорожных линий: Ермолино — Нижний Новгород — Симбирск, Кюркамир — Ленкорань — Астара, Шемаха — Наваги, Рубежная — Старобельск, Казань — Екатеринбург, Тула — Барановичи. С 1913 по 1917 год работал на постройке железнодорожной линии Петроград — Токсово — Расули в должности сначала старшего производителя работ, а зачем начальника технического отдела. Одновременно принимал участие в разработке проекта Трансперсидской железной дороги. Начиная с 1917 по 1919 год на той же линии Петроград — Токсово — Расули занимал должность помощника начальника работ, и вместе с тем по открытии движения руководил службой временной эксплуатации.
В то же время, с 1913 по 1914 год пребывал в командировках Министерства путей сообщения с целью изучения состояния железнодорожного строительства в Швеции, Германии, Бельгии, Франции и Голландии.
Начиная с 1930 года, Е. В. Михальцев возглавлял научно-исследовательскую работу на железнодорожном транспорте в качестве председателя научно-технического совета НКПС, а в более поздние годы был заместителем директора ЦНИИ МПС (1944—1950 гг.).
Похоронен на Введенском кладбище (5 уч.).

## Основные работы
- «Железнодорожные операции по перевозке и хранению грузов» (Журнал Мин. Путей Сообщения, 1917 г.);
- «Финансовое значение состава товарного грузооборота» («Вестник Путей Сообщения», 1923 г.);
- «Амортизация имущества железных дорог» («Транспорт и Хозяйство», 1926 г.);
- «Железная дорога как транспортное предприятие» (1929 г.);
- «Себестоимость железнодорожных перевозок» (1957 г.);
- «Теория и проектирование газотурбинных и комбинированных установок» (1977 г.).

## Награды
- Орден Ленина
- Орден Трудового Красного Знамени